# Samuel Zygmuntowicz
Samuel Zygmuntowicz (* 1956 in Philadelphia) ist ein US-amerikanischer Geigenbauer.
Zygmuntowicz ist der Sohn  von Überlebenden des Konzentrationslager Auschwitz, die nach 1945 in die USA auswanderten. Im Alter von dreizehn Jahren baute er sein erstes Instrument, eine Flöte. Im Alter von 16 Jahren arbeitete er in einem Atelier und nahm Unterricht in der ersten Geigenbauerschule der USA in Salt Lake City. Während des Studiums wurde er von Carl Fredrick Becker unterrichtet, nach 1980 war er auch Schüler von Jacques Français und René Morel.
1985 eröffnete Zygmuntowicz ein eigenes Atelier in New York. Neben dem Bau neuer Geigen, Bratschen und Celli spezialisierte er sich auf die Fertigung von Repliken von Instrumenten alter Meister. Die Replik einer Guarneri-Geige, die er 1994 für Isaac Stern gefertigt hatte, wurde bei einer Auktion 2003 für den höchsten Preis, den bis dahin ein Instrument eines lebenden Meisters erzielt hatte, verkauft. Aufträge erhielt er außer von Stern auch von Musikern wie Cho-Liang Lin, Joshua Bell, Maxim Vengerov und dem Emerson String Quartet. Der wissenschaftlichen Erforschung historischer Instrumente dient sein Projekt Strad3D, das er mit dem Physiker George Bissinger und weiteren Wissenschaftlern betreibt.